# Фишер, Петер
Петер Фишер Старший (нем. Peter Vischer der Ältere, 1455, Нюрнберг, Баварский округ — 7 января 1529, Нюрнберг, Баварский округ) — немецкий мастер-литейщик и чеканщик эпохи Северного Возрождения. Наиболее известный представитель знаменитой семьи потомственных мастеров художественных ремёсел в Нюрнберге.

## Семья Фишеров
Глава семьи — Герман Фишер Старший (? — 1488), вероятно прибывший в Нюрнберг с Нижнего Рейна или из Нидерландов, прославился бронзовой купелью для церкви Святой Марии в Виттенберге. В 1453 году он стал бюргером Нюрнберга и основал мастерскую по литью изделий из латуни (в то время в Германии бронзу особенного сплава именовали латунью). Его сын Петер Фишер Старший, в 1488 году унаследовал отцовскую мастерскую. Петер Фишер был трижды женат. Первый брак был заключён не позднее 1485 года, с Маргаретой Гросс, от которой у Петера было три сына: Герман (1486—1517), Петер Младший (1487—1528) и Ганс (1490—1550). Вторую супругу звали Доротея (? — 1493), третью — Маргарита (? — 1522). Всего у Петера Фишера Старшего было пятеро сыновей, младшие — Пауль и Якоб (? —1531). Все они работали в литейной мастерской отца. Наследовал и продолжил в 1529 году литейное производство и семейные традиции его третий сын Ганс Фишер.
«Славу семейной мастерской преумножили» внуки Германа Фишера Старшего — Герман Младший, Петер Младший и Ганс Фишер. Они расширили круг заказов, выпуская множество разнообразных изделий для заказчиков из Саксонии, Пруссии, Польши, Швеции: надгробные плиты, рельефы, купели, реликварии, в том числе архитектонические, медали и плакетки, подсвечники, чернильницы, паникадила, шкатулки, табакерки. Мастера семьи Фишер, как правило, работали по деревянным моделям других резчиков-скульпторов. Однако постепенно из-за возрастающей конкуренции со стороны итальянских мастеров их мастерская теряла своё значение. В 1549 году Ганс Фишер навсегда уехал из Нюрнберга, оставив в мастерской своего сына Георга.
В 1571—1600 годах в Нюрнберге также был известен ювелир и златокузнец (нем. goldschmied) Адам Фишер. Известны и другие мастера, вероятно, родственники предыдущих.

## Жизнь и творчество Петера Фишера Старшего
Петер Фишер впервые упоминается как член гильдии златокузнецов Нюрнберга в 1488 году, в 1489 году включён в официальный список мастеров. В 1493 году стал владельцем отцовского дома. В 1494 году совет города Нюрнберга рекомендовал Петера Фишера и скульптора-резчика Симона Лайнбергера для работ в Гейдельберге при дворе пфальцграфа Филиппа (1448—1508). С 1505 года мастер занимал дом на Лоренцштрассе в Нюрнберге, в следующем году приобрёл соседнее здание и устроил в нём литейную мастерскую. В 1511 году городской совет Нюрнберга выбрал Фишера и Альбрехта Дюрера для работ по реконструкции «Прекрасного источника» (Schöner Brunnen, 1385—1396) на рыночной площади. В 1518 году Петера Фишера избрали в Большой совет города Нюрнберга.

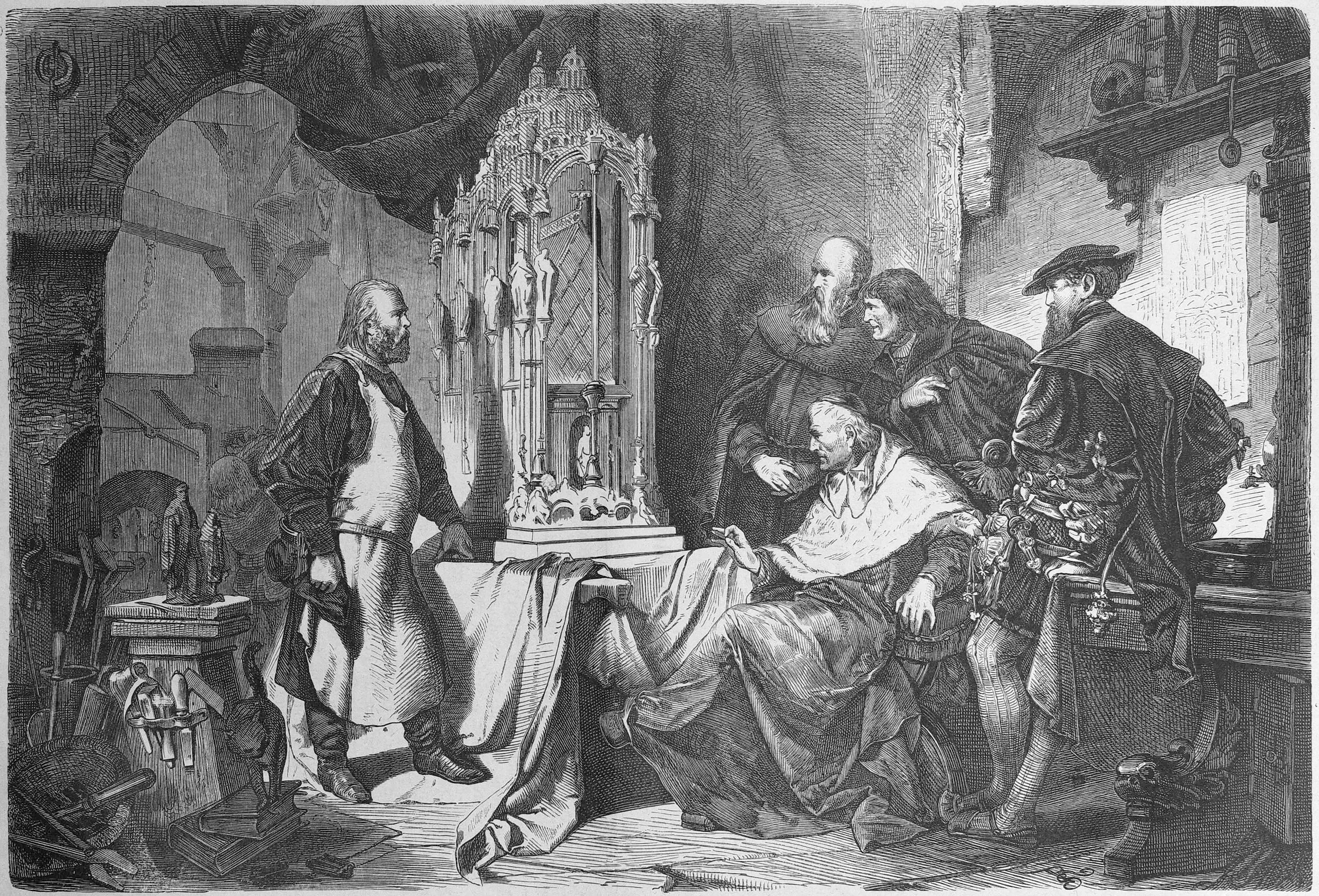
В мастерской Петера Фишера. Рисунок 1867 г.

В ранний период своего творчества Петер Фишер создавал преимущественно детали фигурных надгробий, отливал скульптуры, в которых сочетались готические и ренессансные элементы. Для своих литейных работ мастер использовал рисунки и модели, происхождение которых по большей части не установлено. Среди таких изделий выделяется латунная станина надгробия архиепископа Эрнста II Саксонского в Магдебургском соборе, завершённого в 1495 году. Автором модели статуи самого архиепископа, вероятно, является резчик круга выдающегося немецкого скульптора Фейта Штосса. После 1500 года Фишер часто работал совместно с Фейтом Штоссом. Тем не менее вполне очевидно, что он не был художником-скульптором, а выполнял функции мастера-литейщика, о чём свидетельствует прежде всего то обстоятельство, что для разных проектов он часто использовал одни и те же модели, в том числе доставшиеся ему ещё от отца. В произведениях Фишера «нет эволюции, нет развития, нет характера творца. В результате разные исследователи приписывают ему различные части раки Святого Зебальда».
«Грандиозным памятником всех времён остаётся, пожалуй, незавершённое надгробие императора Максимилиана в придворной церкви в Инсбруке — совместная работа многих немецких мастеров», в том числе Фишеров. Преждевременная кончина императора Максимилиана в 1519 году помешала осуществлению грандиозного проекта с большим количеством статуй, превышающих рост человека, фигур святых апостолов и бюстов придворных, «свидетельствующего об исключительности предприятия и смелости замысла». Для этого надгробия Петер Фишер выполнил две статуи — королей Артура и Теодориха (1512—1513). Автор моделей этих статуй не установлен".

## Рака Святого Зебальда

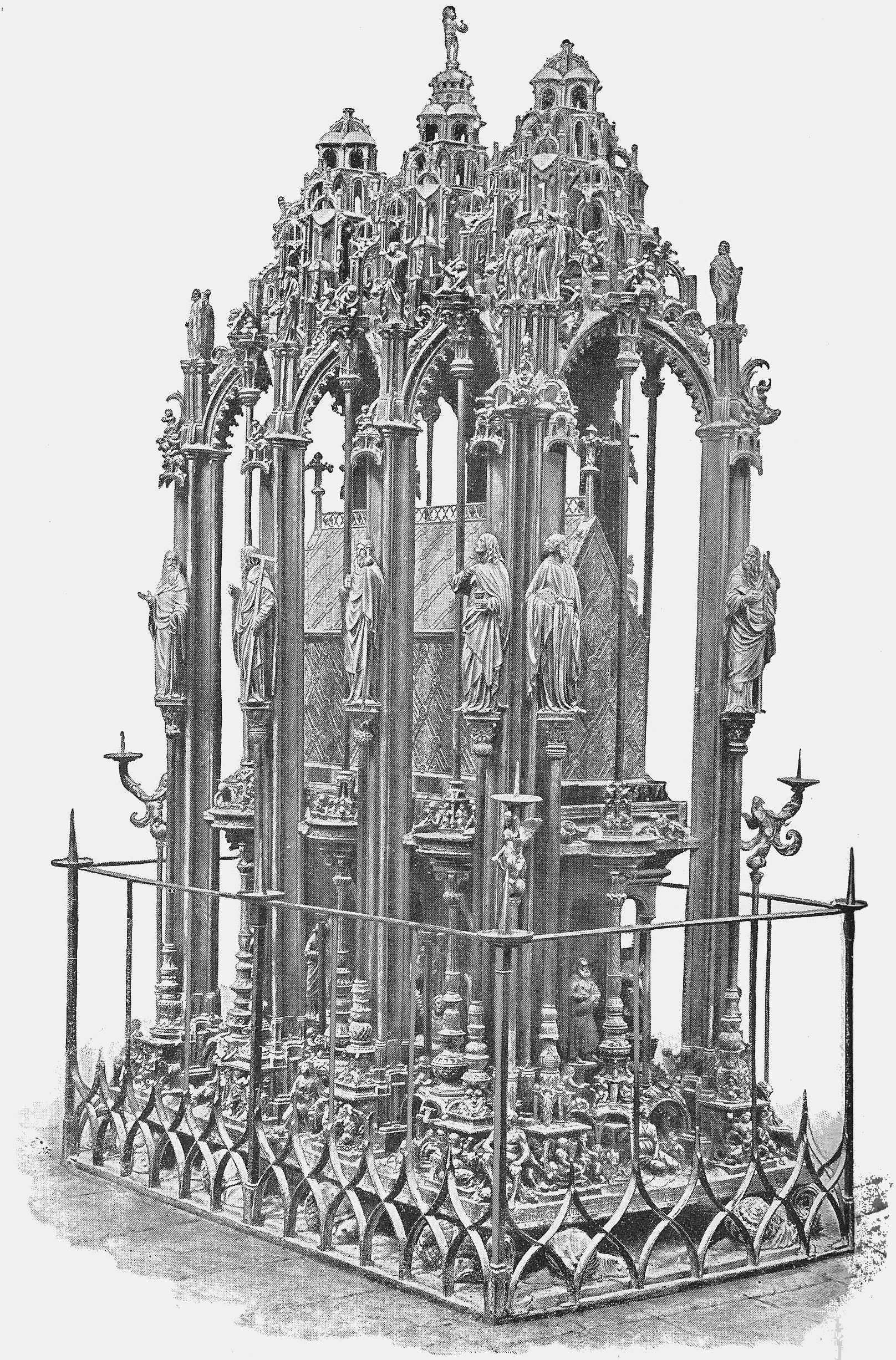
Рака Святого Зебальда. Фототипия 1902 г.

В 1391—1397 годах нюрнбергский ювелир Фриц Хабельсхаймер выполнил реликварий для останков небесного покровителя города Святого Зебальда. В 1488 году было решено соорудить для реликвария достойную раку и поставить её в хоре церкви Святого Зебальда. К счастью, сохранился чертёж того времени, хранящийся в Венской Академии изобразительных искусств. Высота раки по чертежу должна была составить 1,8 м (планировалась высота 12 м, но этот вариант не был выполнен). Работы начались в 1508 году и продолжались с перерывом два года (1512—1514) до 1519 года (на цоколе сооружения есть памятные надписи с датами), при этом начальный замысел был изменён.
По композиции сооружение представляет собой подобие прямоугольной в плане капеллы с арочными навершиями, окружённой множеством готических фиал и статуями святых на колонках под балдахинами. Общая высота 4,7 м. Сооружение отлито из бронзы в основном по деревянным моделям (мелкие фигуры по глиняным и, «на итальянский манер», по восковым) и составлено из разных частей. Сквозь проёмы арок виден сам архитектонический реликварий. Важную роль на заключительном этапе работы сыграли побывавшие в Италии сыновья Петера Фишера. Герман был создателем архитектурного каркаса балдахина, а Петер Фишер Младший выполнил большую часть скульптурного декора.
Иконографическая программа сооружения разработана под воздействием немецкого ренессансного гуманизма, поэтому в композицию включены как библейские, так и античные персонажи. Рельефы цоколя включают аллегорические фигуры, изображения фантастических существ: морских божеств, Сциллы и Харибды, тритонов, наяд, дельфинов, сатиров и драконов, а также путти. Четыре угла сооружения занимают герои древности — Тесей, Самсон, Геркулес и Нимрод. Посередине каждой из сторон размещены олицетворения христианских добродетелей (во многих деталях этих изображений очевидны итальянские влияния).
В среднем регистре по краю постамента — сцены из жизни Святого Зебальда и сотворённые им чудеса. По периметру раки на тонких колонках установлены фигуры святых апостолов, создание Петера Фишера Младшего. На уровне арок балдахина помещены изображения пророков. Внизу, на торцовых сторонах в неглубоких нишах — фигуры Святого Зебальда и Петера Фишера Старшего в рабочем платье. Мастер изображён в шапке, кожаном фартуке и сапогах со своими рабочими инструментами. Это памятное изображение, возможно сделанное сыном мастера Петером Фишером Младшим. Во всём этом странном многообразии, сочетаниях разнородных тем и мотивов «чувствуется какая-то ренессансная беззаботность», жизнелюбие, намерение создать нечто торжественное и радостное, но также «вступающее в конфликт, с церковным окружением».
Гипсовые слепки «Раки Святого Зебальда» имеются во многих знаменитых музеях, в том числе во «Дворике слепков» (Cast Courts) Музея Виктории и Альберта в Лондоне и в московском Музее изобразительных искусств.

## Галерея

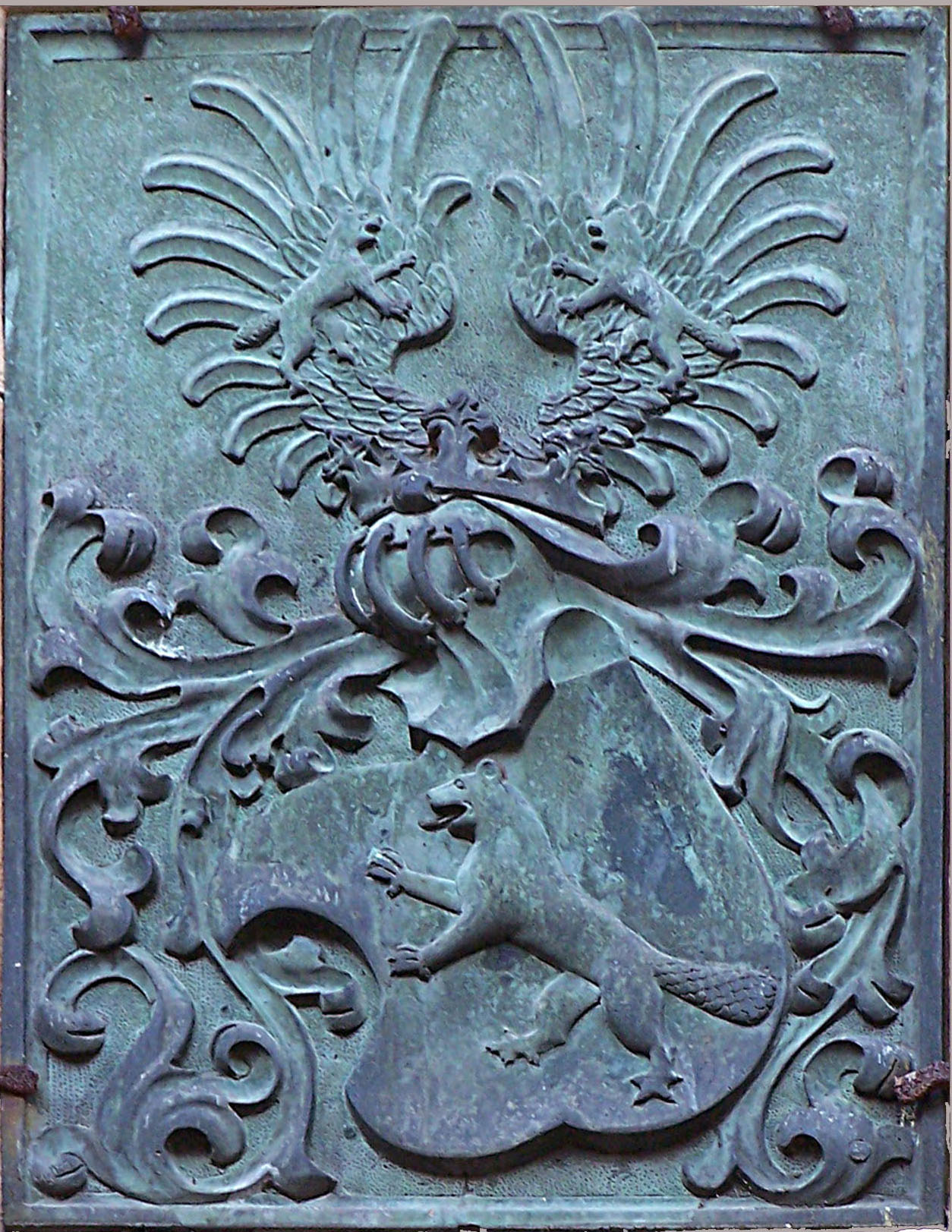
Рельеф с изображением герба семьи Бибра
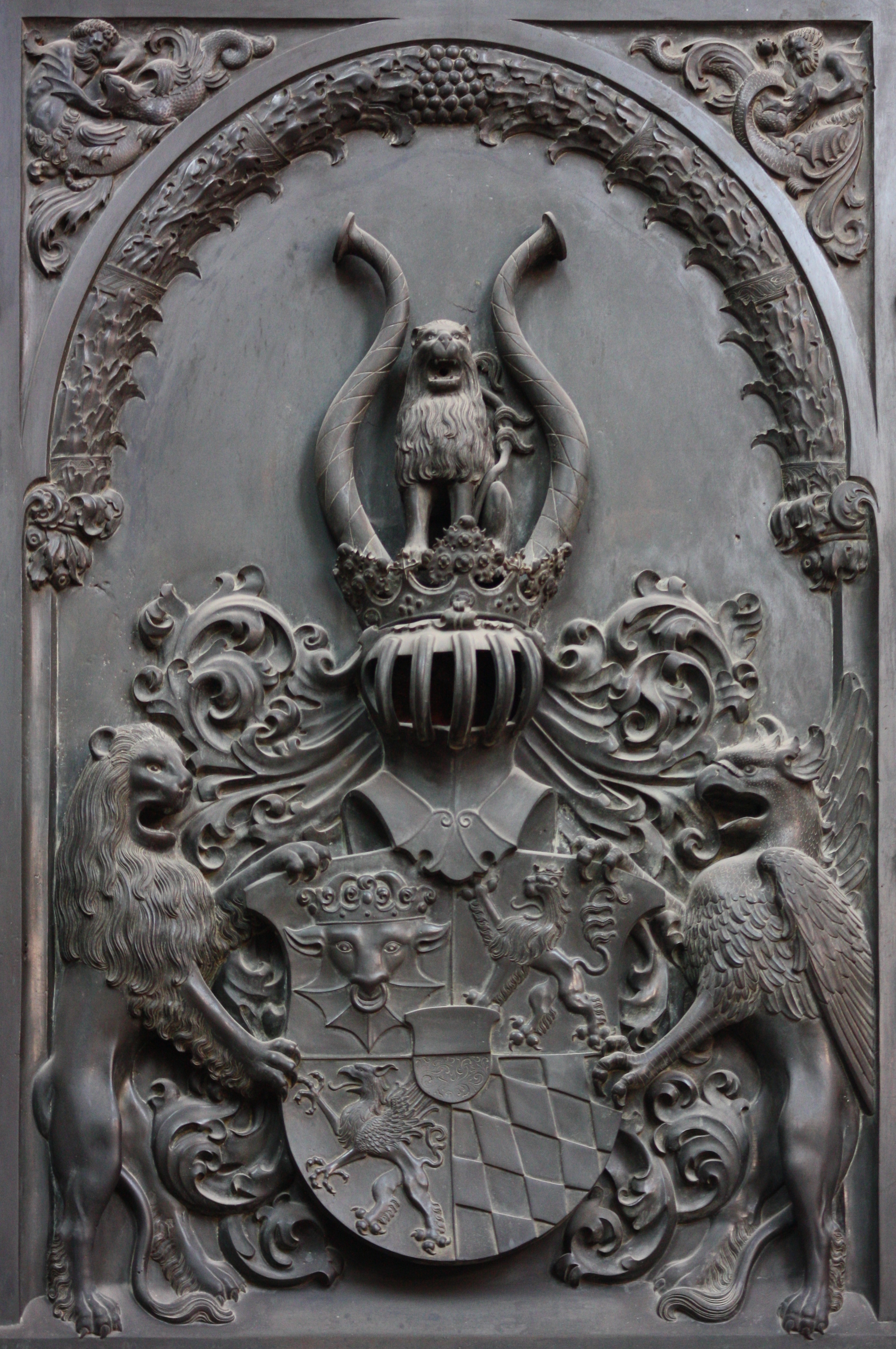
Эпитафия Елены Пфальцской. Городской собор, Шверин
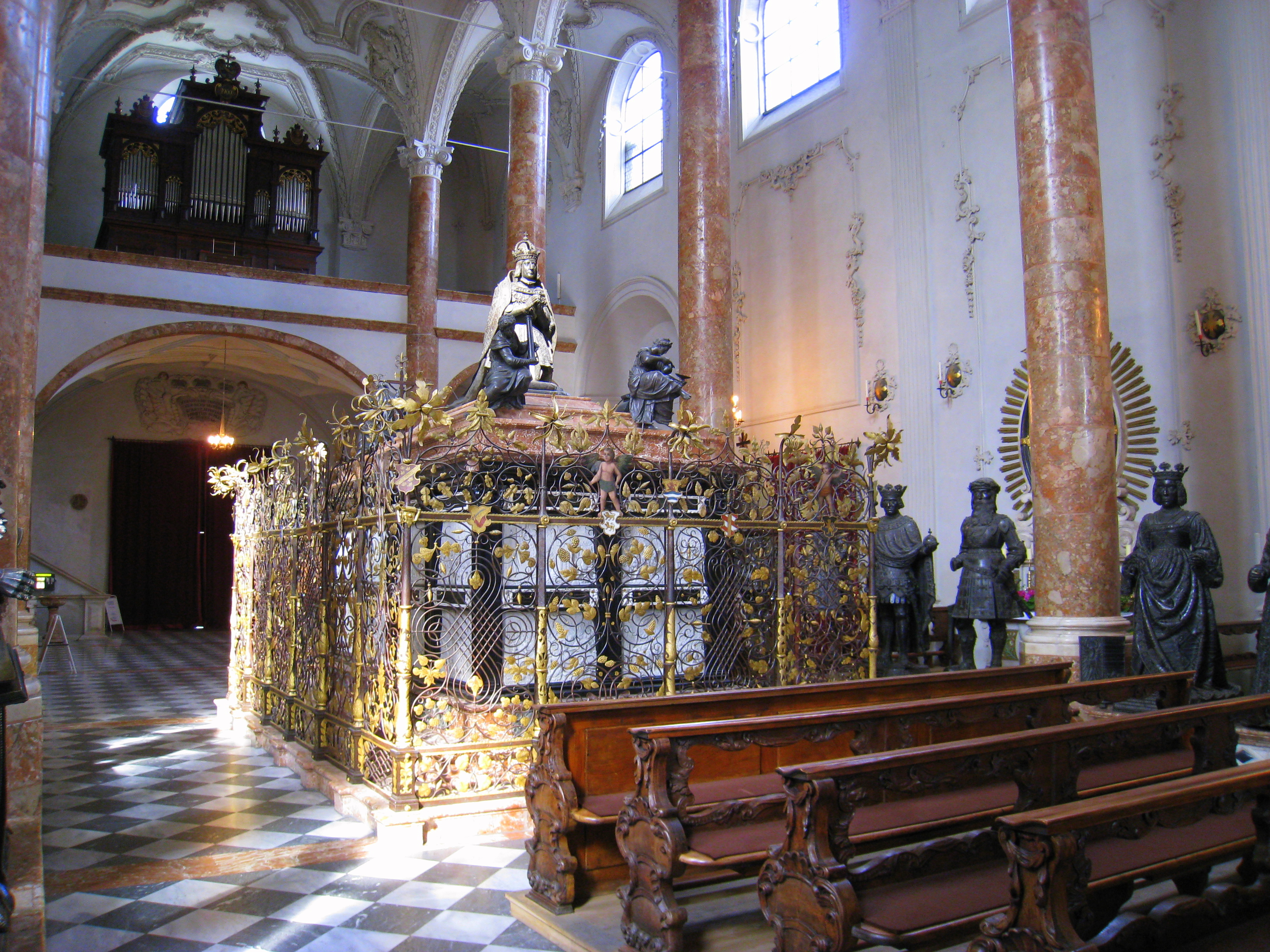
Незавершённое надгробие императора Максимилиана. Дворцовая церковь. Инсбрук
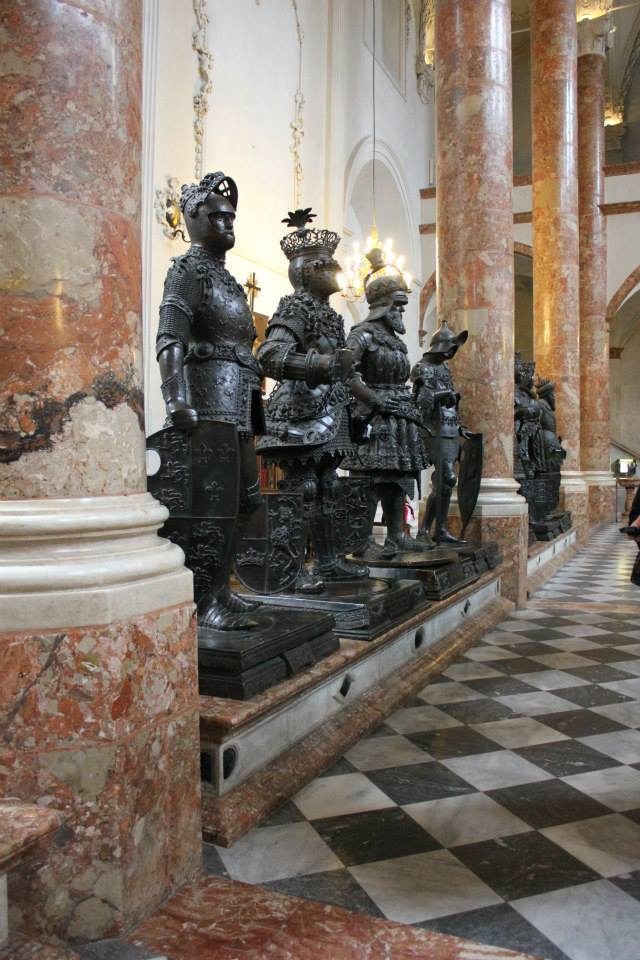
Фигуры для незавершённого надгробия императора Максимилиана. 1512—1513. Придворная церковь. Инсбрук
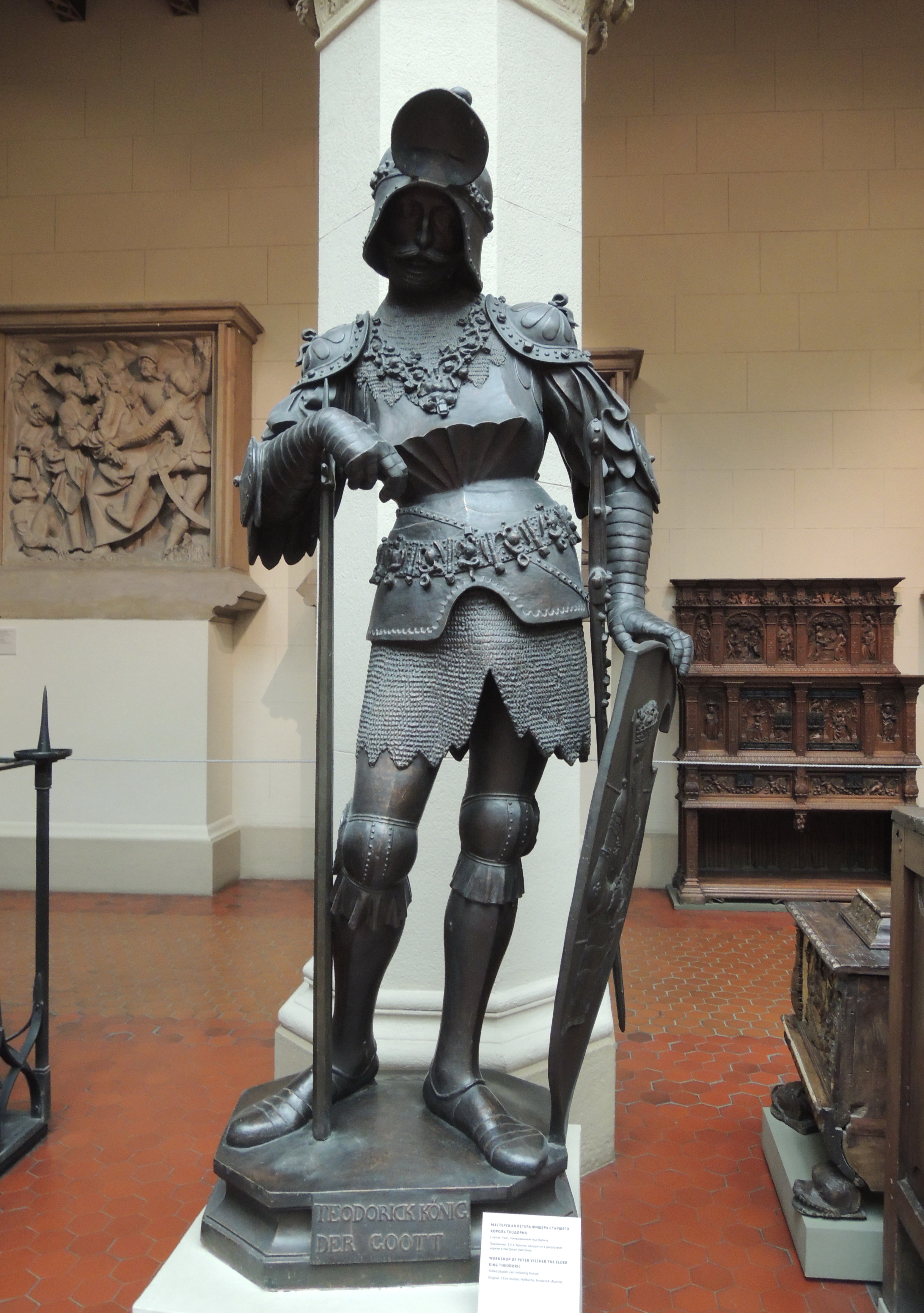
Король Теодорих. Статуя для надгробия императора Максимилиана. Гипсовый слепок. Государственный музей изобразительных искусств имени А. С. Пушкина, Москва
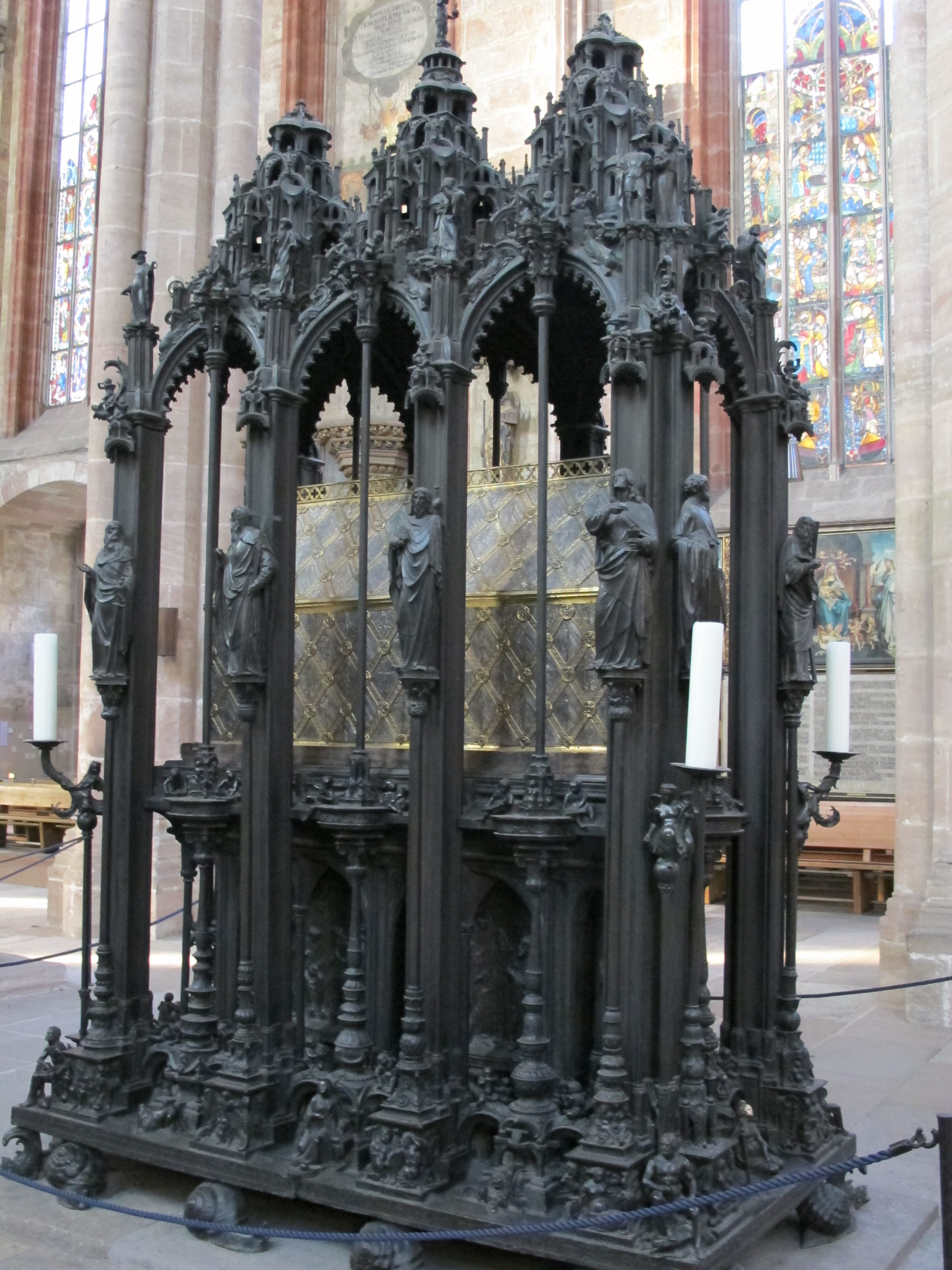
Рака Святого Зебальда. 1488—1519. Церковь Святого Зебальда, Нюрнберг
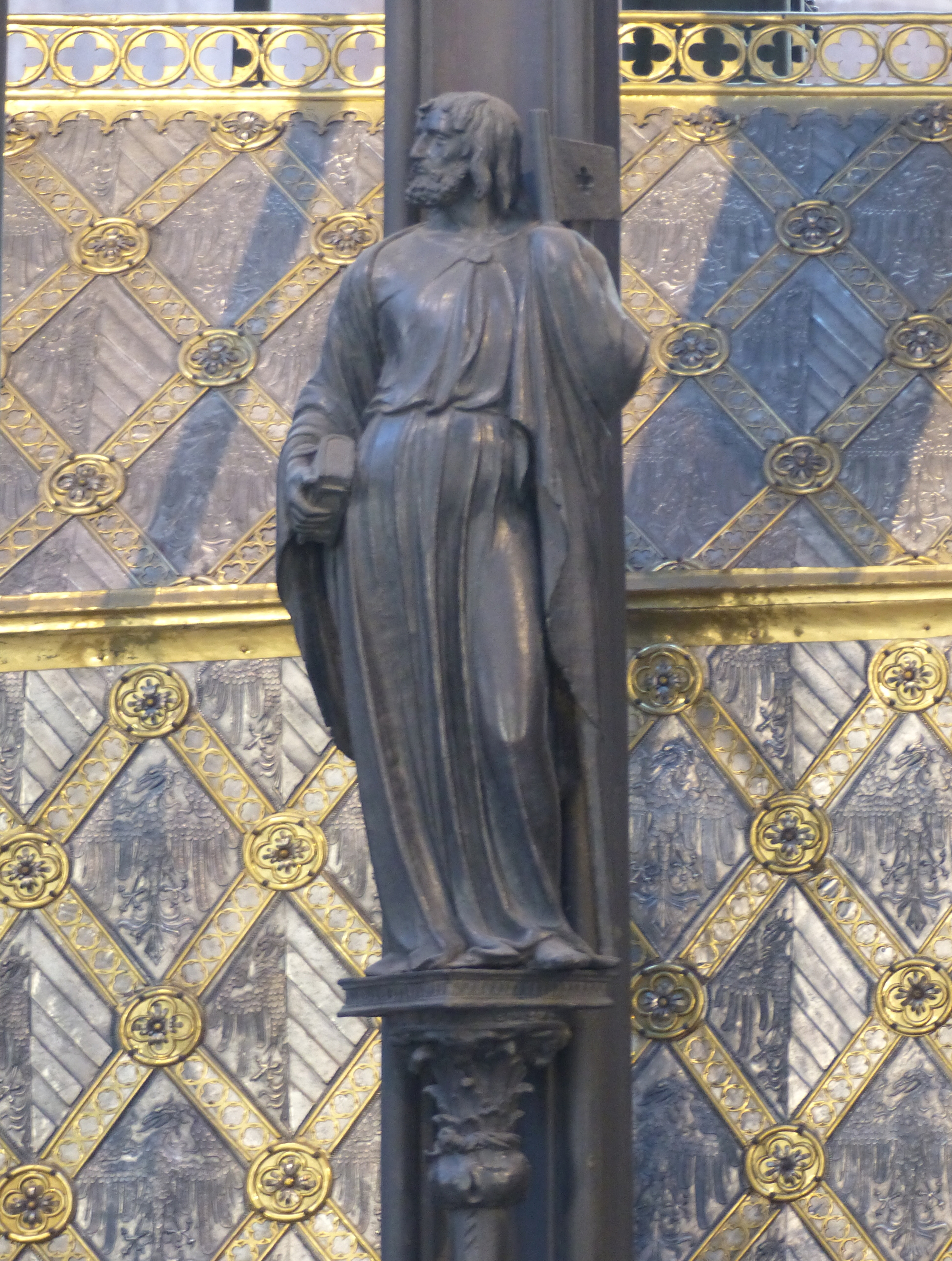
Статуя апостола. Деталь раки Святого Зебальда
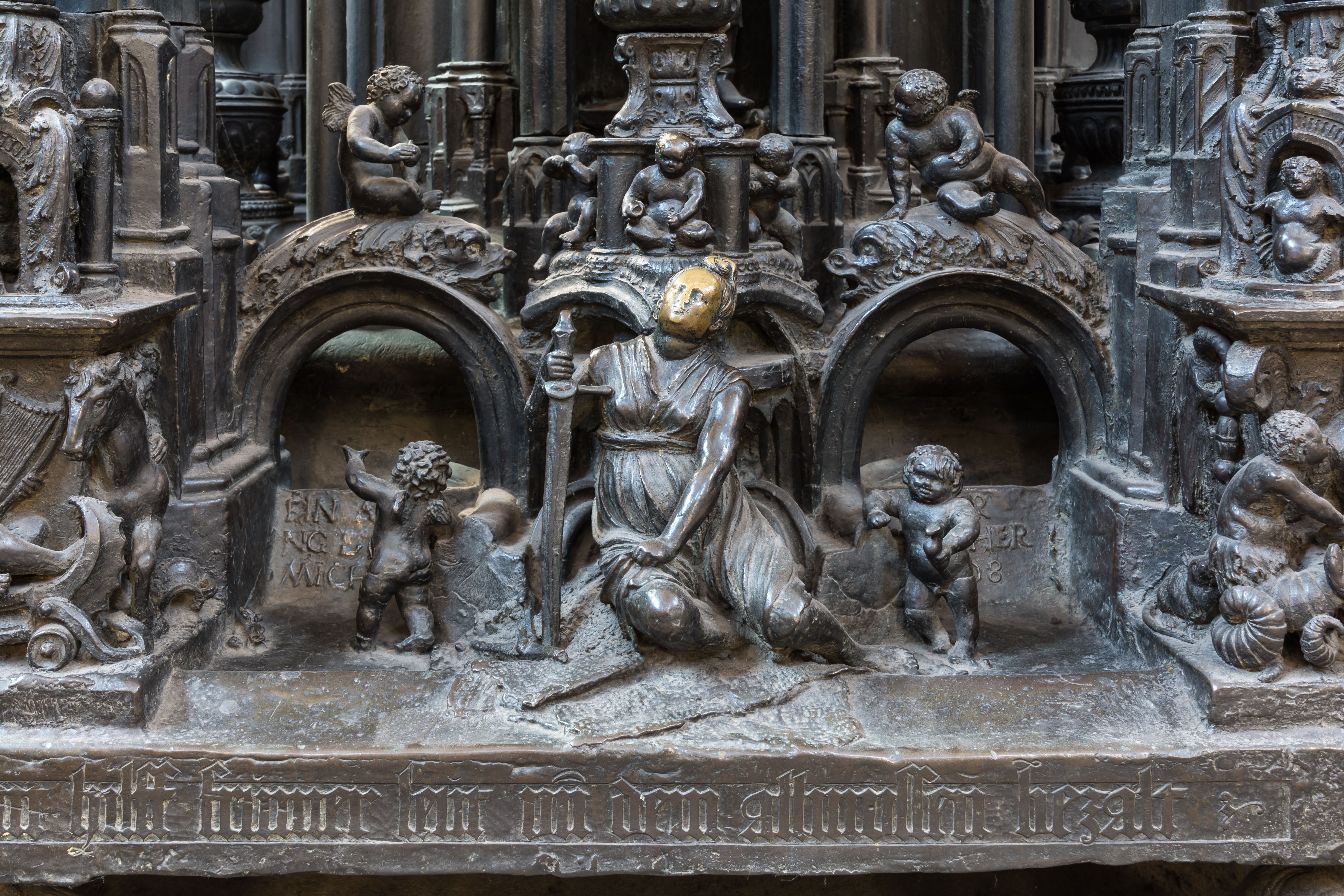
Юстиция. Деталь раки Святого Зебальда
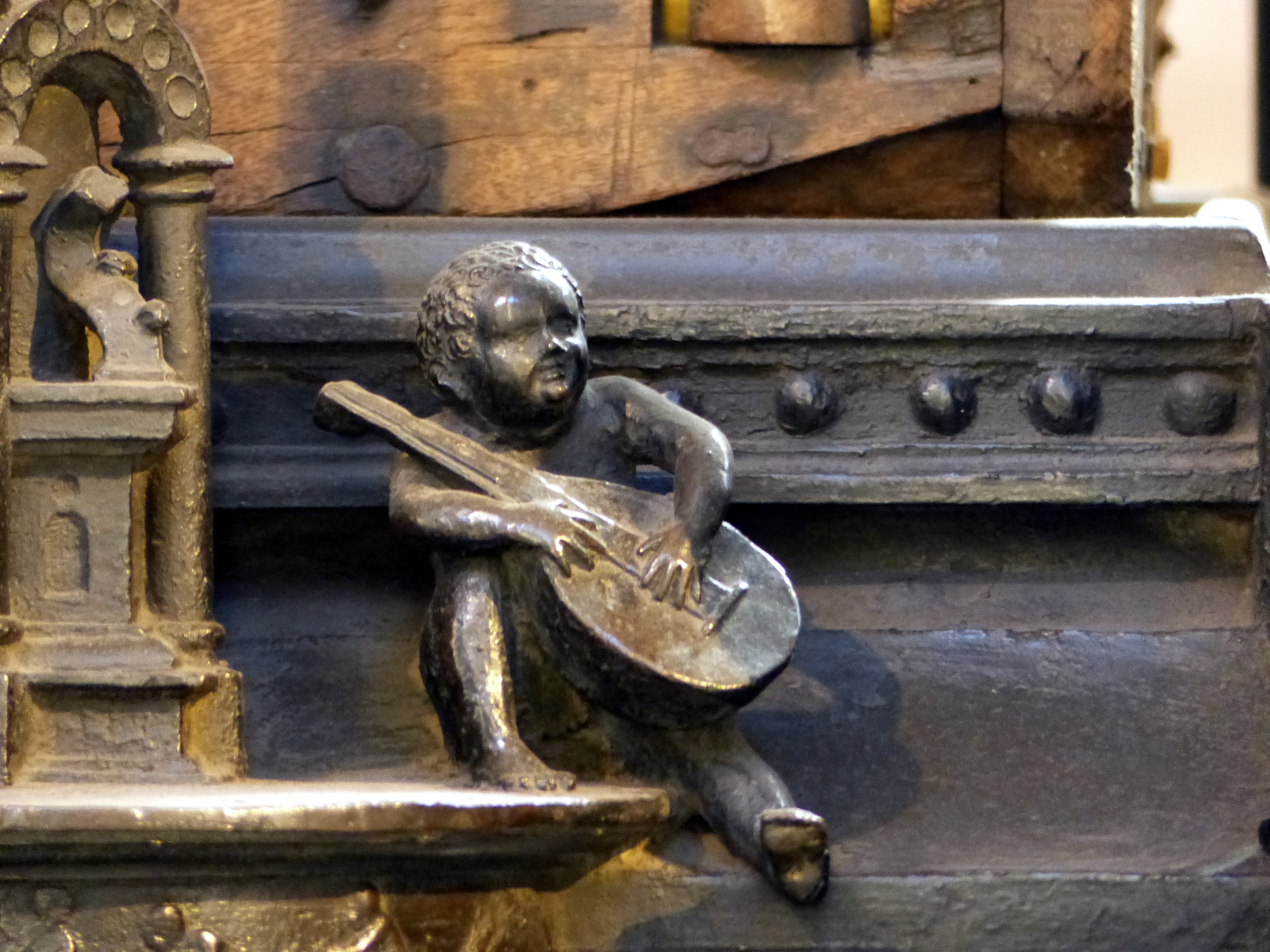
Играющий путти
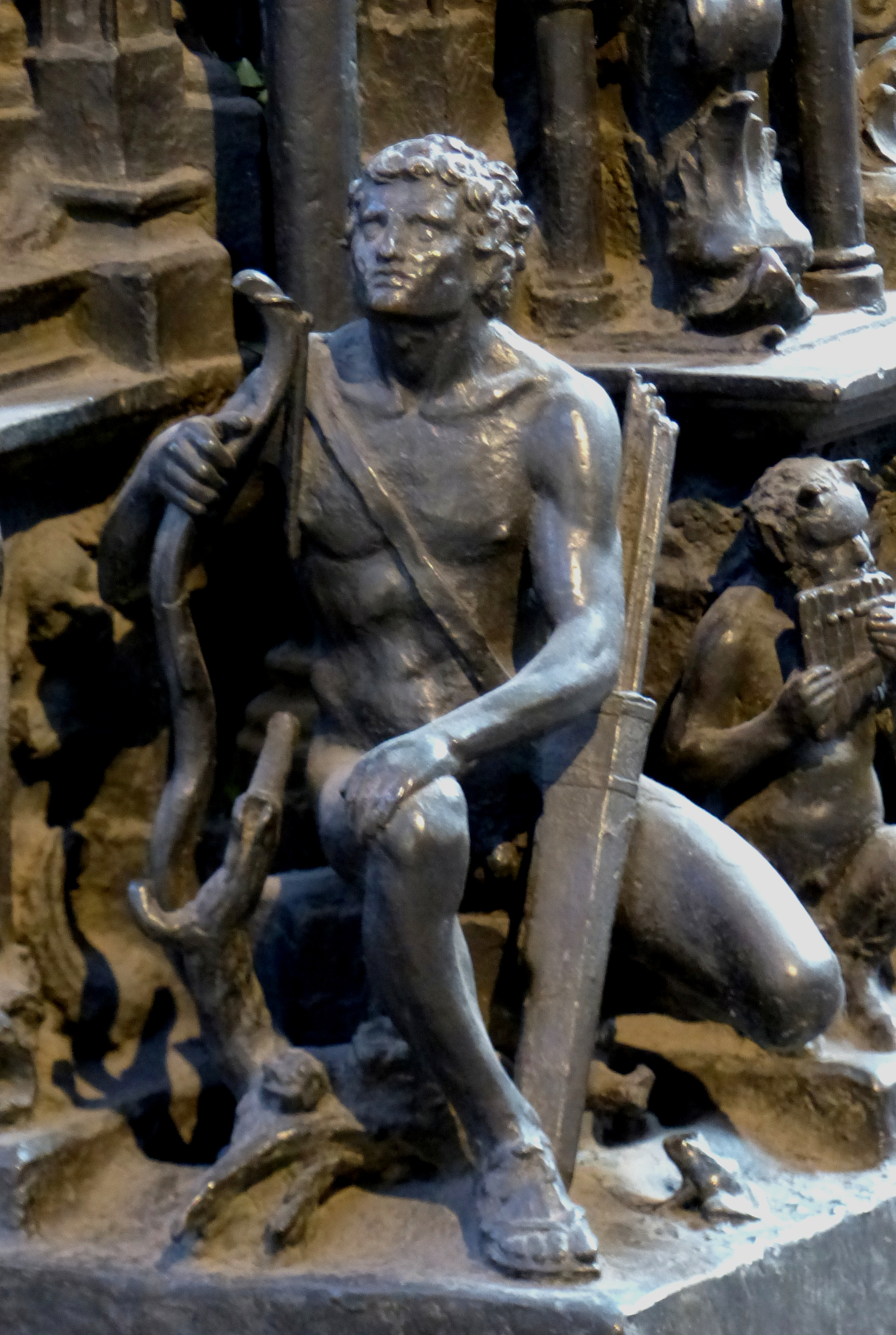
Нимрод (или Аполлон)
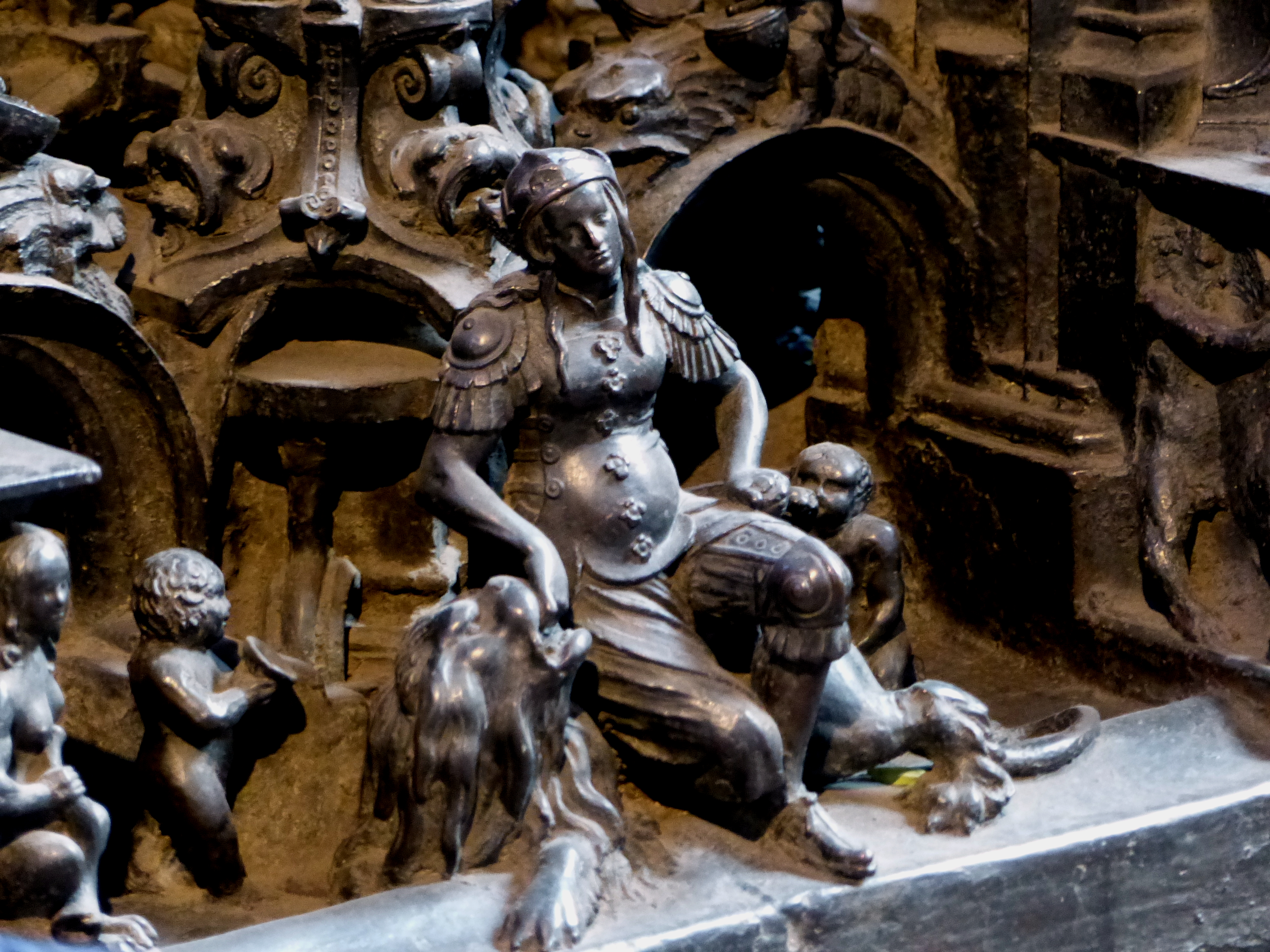
Аллегория храбрости
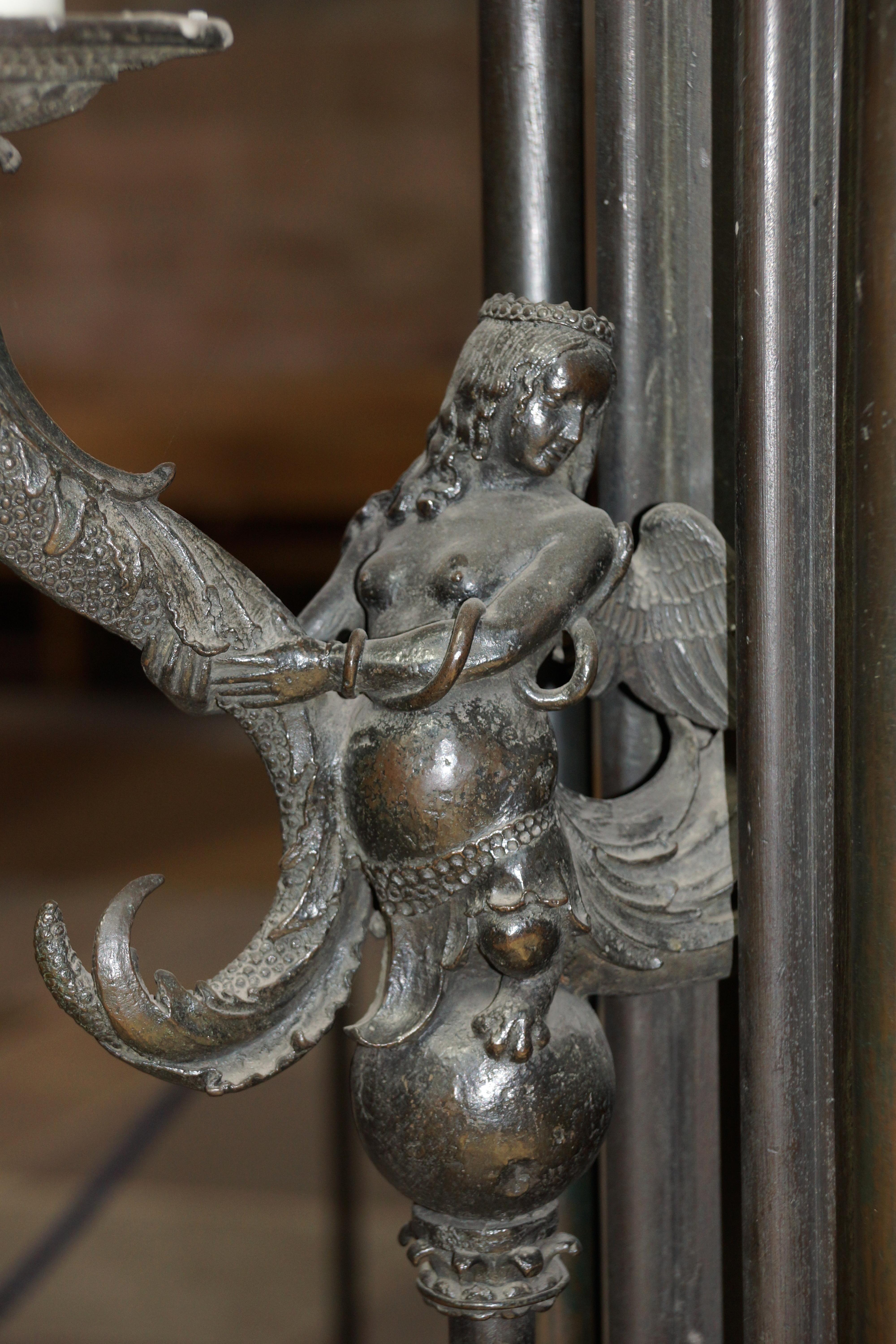
Сфинкс или Сирена)
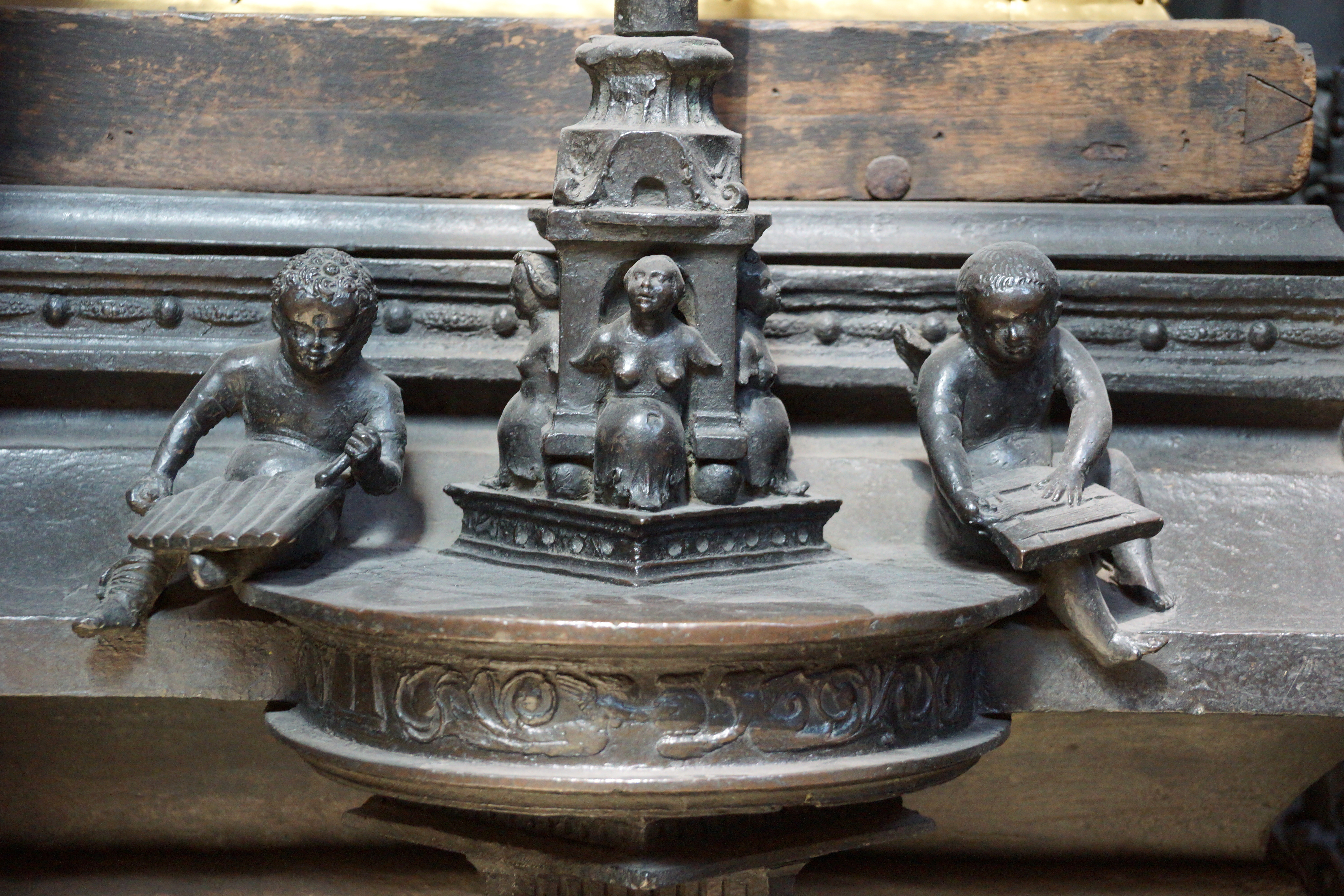
Путти
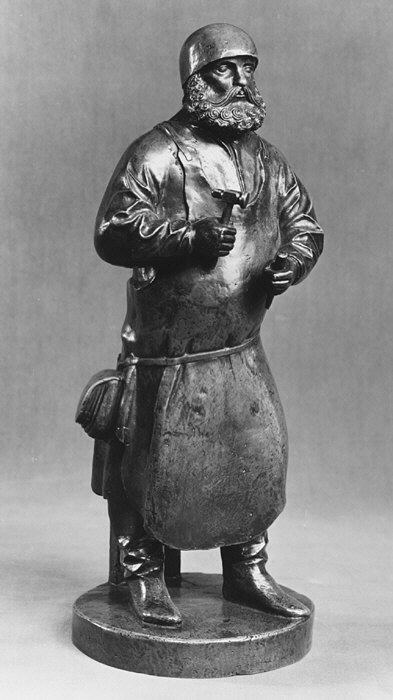
Портрет Петера Фишера Старшего. Реплика XIX в. Бронза. Метрополитен-музей, Нью-Йорк

## Память

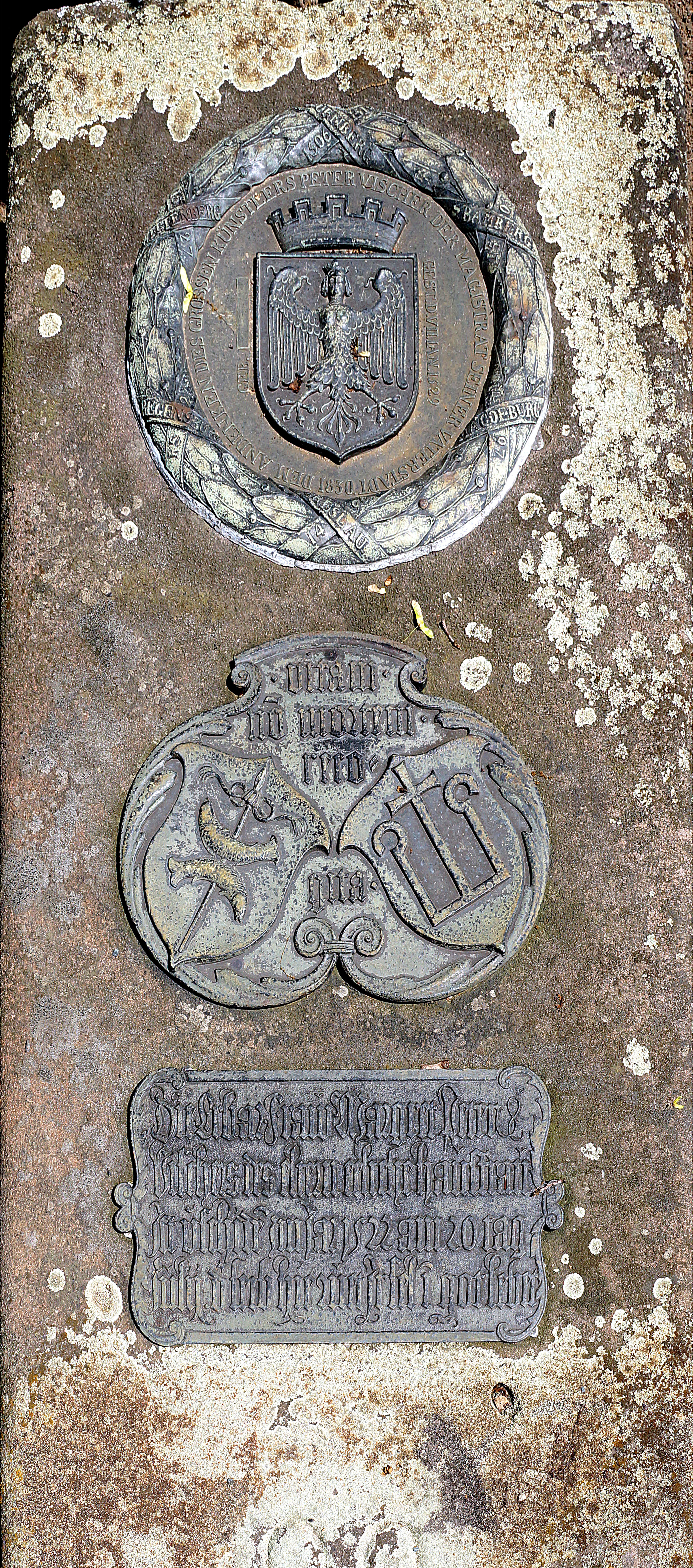
Надгробие на могиле Петера Фишера. Кладбище Рохус, Нюрнберг

В честь Петера Фишера Старшего в 1999 году был назван открытый немецкими астрономами астероид (9610) Visch. Именем скульптора названы улицы в Нюрнберге, Эрлангене, Берлине и Амберге, также школы в Дортмунде и Нюрнберге. Бюст П. Фишера установлен в почётном зале мемориала «Вальхалла».

## Основные произведения Петера Фишера Старшего
- Надгробие Маргариты Австрийской. 1486. Дворцовая капелла, Альтенбург
- Надгробие пастора Ульриха Рисспаха. 1474. Штольберг (Гарц)
- Паникадила. 1488—1489. Собор Святого Лоренца, Нюрнберг
- Статуя коленопреклонённого мужчины. 1490. Баварский национальный музей, Мюнхен
- Надгробие епископа Генриха III Бамбергского. 1492. Собор в Бамберге
- Надгробие архиепископа Эрнста Саксонского. 1495. Собор в Магдебурге
- Надгробие Филиппа Каллимаха. 1496. Доминиканская церковь, Краков
- Надгробие Петра Кмиты. 1505. Вавель, Краков
- Надгробие Елизаветы фон Штольберг. 1505. Церковь Святого Мартина, Штольберг
- Статуя Святого Маврикия. 1507. Германский национальный музей, Нюрнберг
- Охотничья собака. 1507. Нюрнберг, Германский национальный музей
- Рака Святого Зебальда. 1488—1519. Церковь Святого Зебальда, Нюрнберг
- Надгробие графа Германа VIII фон Хеннеберга и его супруги Елизаветы фон Бранденбург. 1510. Коллегиальная церковь, Рёмхильд
- Надгробия герцога Альбрехта, герцогини Амалии и герцогини Сидонии. Городской собор, Майсен
- Статуи королей Артура и Теодориха Великого для надгробия императора Максимилиана. 1512—1513. Придворная церковь. Инсбрук
- Решётка капеллы Фуггеров. 1512. Церковь Святой Анны, Аугсбург
- Надгробие Годарта Вигеринка. 1518. Мариенкирхе, Любек
- Надгробие с фигурой лежащего бранденбургского курфюрста Иоганна Чичеро. Ок. 1530. Клостер-Ленин, Бранденбург